# Премія за прорив у математиці
Пре́мії за прори́в у матема́тиці (англ. Breakthrough Prize in Mathematics)  — математичні премії з серії міжнародних нагород «Премія за прорив», яка була заснована Марком Цукербергом (Facebook), Сергієм Бріном (Google), Юрієм Мільнером (Mail.Ru Group) та Джеком Ма (Alibaba Group). 
Розмір головної премії становить 3 млн доларів США, що робить її найбільшою математичною премією в світі. За виняткових обставин (коли премією відзначають спільну працю) її може бути розділено.
Пізніше було запроваджено також премії «Нові горизонти в математиці» — для молодих перспективних дослідників — та «Нові обрії Мар'ям Мірзахані» — для жінок-математиків, що здобули докторський ступінь.
Премії фінансуються грантами фонду, заснованого Юрієм та Юлією Мільнерами.

## Лауреати

### 2015
- Саймон Дональдсон — «За революційні інваріанти чотирьохвимірних многовидів та за вивчення зв'язку між стійкістю в алгебричній геометрії та в диференціальній геометрії стосовно многовиду Фано[en] та розшарувань.»[1][2][3]
- Концевич Максим Львович — «За комплексний внесок у низку галузей математики, зокрема в алгебричну геометрію, теорію деформацій, симплектичну геометрію, гомологічну алгебру та теорію динамічних систем.»[4]
- Джейкоб Лурі — «За внесок у вищу теорію категорій та похідну алгебричну геометрію, за класифікацію повністю протяжного топологічного квантового поля, а також за модульно-теоретичну інтерпретацію еліптичної когомолії.»[5]
- Теренс Тао — «За численний проривний внесок у гармонічний аналіз, комбінаторику, диференціальне рівняння з частинними похідними та аналітичну теорію чисел.»[6]
- Річард Лоуренс Тейлор — "За серію проривних результатів в роботі по теорії автоморфних форм, включаючи вклад в доведення теореми про модулярність (колишньої гіпотези Таніями — Сімури — Вейля), за внесок в доведення локальної гіпотези Ленглендса для загальних лінійних груп та гіпотези Сато — Тейта.[7]

### 2016
- Ян Агол — за внесок в маловимірну топологію[en] та геометричну теорію груп, в тому числі за роботи з доведення гіпотези Мардена[en], віртуальної гіпотези Гакена[en] та гіпотези про віртуальне розшарування[en].

### 2017
- Жан Бурген — за дослідження в галузі аналізу, комбінаторики, диференційних рівнянь, геометрії вищих розмірностей, теорії чисел[8].

### 2018
- Крістофер Хекон і Джеймс Маккернан за дослідження з біраціональної геометрії.[9]

### 2019
- Венсан Лаффорг за простий і принципово новий внесок у програму Ленглендса, яка є мережею далекосяжних і впливових гіпотез про зв'язки між теорією чисел і геометрією[10]

### 2020
- Алекс Ескін, Мар'ям Мірзахані — «за революційні відкриття в динаміці та геометрії просторів модулів абелевих диференціалів, включаючи спільне з Мірзахані доведення "теореми про чарівну паличку"»[11]

### 2021
- Мартін Гайрер — за перетворювальний внесок у теорію стохастичного аналізу, зокрема, за теорію структур регулярності стохастичних рівнянь у приватних похідних.[12][13]

### 2022
- Такуро Мотидзукі

### 2023
- Деніел Спілмен «за проривний внесок у теоретичну інформатику та математику, зокрема в спектральну теорію графів, проблему Кадісона-Зінгера, чисельну лінійну алгебру, оптимізацію та теорію кодування».[14]

## Премія «Нові горизонти в математиці»
Вручається перспективним дослідникам, що на початку кар'єри вже зробили важливі відкриття. Розмір премії становить 100 000 доларів. Щороку вручають до трьох премій.

### 2016
- Андре Аррожа Невіш[en]
- Ларрі Гут[en]
- Петер Шольце (відмовився)

### 2017
- Мохаммед Абузаїд[de]
- Уго Дюмініль-Копен
- Бенджамін Еліас[de]
- Джорді Вільямсон[en]

### 2018
- Aaron Naber[de]
- Марина Вязовська
- Wei Zhang[en]
- Zhiwei Yun[en]

### 2019
- Карим Адіпрасіто[en]
- Джун Ха
- Kaisa Matomäki[en]
- Максим Радзивілл

### 2020
- Тім Остін;
- Еммі Мерфі;
- Сіньвень Чжуй

### 2021
- Бгархав Бхатт — «за видатну роботу в комутативній алгебрі та арифметичній алгебричній геометрії, зокрема в розвитку p-адичних теорій когомології».;
- Олександр Логунов — «за новітні методи дослідження розв’язків еліптичних рівнянь та їх застосування до давніх проблем геометрії вузлів»;
- Сон Сунь — «за новаторські внески у складну диференціальну геометрію, включаючи результати існування метрик Келера–Ейнштейна та зв’язки з питаннями модулів і сингулярностями».;

### 2022
- Аарон Браун та Себастіан Уртадо Саласар — – «За внесок у доведення гіпотези Циммера[en]».;
- Джек Торн — «За трансформаційний внесок у різноманітні галузі алгебричної теорії чисел, зокрема за доведення, у співпраці з Джеймсом Ньютоном, автоморфності всіх симетричних степенів голоморфної модульної нової форми»;
- Яків Цимерман — «За видатну роботу в аналітичній теорії чисел та арифметичній геометрії, включаючи прорив у теорії Андре-Оорта[en] та Гріффітса;

### 2023
- Ана Караяні — «За різноманітні трансформаційні внески в програму Ленглендса[en], зокрема за роботу з Пітером Шольце над картою періоду Ходжа-Тейта для многовидів Шимури та її застосування»;
- Ронен Елдан[en] – «За створення методу стохастичної локалізації, який призвів до значного прогресу в кількох відкритих проблемах у високовимірній геометрії та ймовірності, включаючи проблему розрізу Жана Бургена та гіпотезу KLS».
- Джеймс Мейнард — «За численні внески в аналітичну теорію чисел, зокрема в розподіл простих чисел».

## Премія «Нові обрії Мар'ям Мірзахані»
Премію вручають жінкам-математикам, які здобули докторський ступінь протягом останніх двох років. Щороку присуджують до трьох премій.

### 2021
- Ніна Голден[en] — за праці у випадковій геометрії, зокрема щодо квантової гравітації Ліувіля[en] як границі масштабування випадкових тріангуляцій.
- Урміла Магадев[en] — за праці з фундаментальних питань перевірки результатів квантових обчислень.
- Ліза Піччирілло — за розв'язання класичної задачі про те, що вузол Конвея не є гладким[16].

### 2022
- Сара Пелуз — «за внесок в арифметичну комбінаторику та аналітичну теорію чисел, зокрема щодо поліноміальних моделей у щільних наборах».
- Гонг Ван — «за прогрес у гіпотезі обмеження, гіпотезі локального згладжування та пов’язаних проблемах».
- Ілінь Ван — «за інноваційну та далекосяжну роботу над енергією Левнера плоских кривих».

### 2023
- Меггі Міллер[en] – «за доробок над стрічковими вузлами та поверхнями в 4-вимірних многовидах»;
- Джинен Пак[en] – «за внесок у вирішення кількох основних припущень щодо порогів і процесів вибору»;
- Віра Трауб – «за прогрес у наближенні результатів у класичних задачах комбінаторної оптимізації, включаючи проблему комівояжера та проєктування мережі».

## Виноски
1. ↑  Breakthrough Prize — Mathematics Breakthrough Prize — Laureates 2015. Процитовано 23 червня 2020.
2. ↑  Breakthrough Prize – Five Winners Receive Inaugural Breakthrough Prize In Mathematics. Процитовано 23 червня 2020.
3. ↑  Laureates Simon Donaldson
4. ↑  Laureates Maxim Kontsevich
5. ↑  Laureates Jacob Lurie
6. ↑  Laureates Terence Tao
7. ↑  Laureates Richard Taylor
8. ↑  Оголошено переможців наукової премії Breakthrough Prize за 2016 рік
9. ↑  Названо лауреатів американської «Нобелівської премії». Архів оригіналу за 4 грудня 2017. Процитовано 4 грудня 2017.
10. ↑  https://echo.msk.ru/programs/granit/2302750-echo/
11. ↑  Breakthrough Prize — Winners Of The 2020 Breakthrough Prize In Life Sciences, Fundamental Physics And Mathematics Announced [Архівовано 14 грудня 2019 у Wayback Machine.](англ.)
12. ↑  Ian Sample (10 вересня 2020). UK mathematician wins richest prize in academia. The Guardian. Архів оригіналу за 26 грудня 2021. Процитовано 10 вересня 2020.
13. ↑  Hayley Dunning (10 вересня 2020). Imperial mathematician scoops $3m Breakthrough Prize. Imperial College London. Архів оригіналу за 9 березня 2022. Процитовано 10 вересня 2020.
14. ↑  Breakthrough Prize – Winners Of The 2023 Breakthrough Prizes In Life Sciences, Mathematics And Fundamental Physics Announced. breakthroughprize.org (англ.). Процитовано 22 вересня 2022.
15. ↑  https://breakthroughprize.org/Laureates/3/P2
16. ↑  Winners of the 2021 Breakthrough Prizes in life sciences, fundamental physics and mathematics announced. Breakthrough Prizes. 10 вересня 2020. Архів оригіналу за 26 січня 2021. Процитовано 19 вересня 2020.